# 노규영
노규영(한국 한자: 盧奎永, 1978년 4월 29일 ~ )은 대한민국의 전 축구 선수이며, 포지션은 미드필더였다.